# Mangalesha
Mangalesha, död 609, var en indisk monark. Han var regerande monark av Chalukyadynastins rike i södra Indien mellan 592 och 609.